# Crimen del Putxet
Se conoce como crimen del Putxet a un doble homicidio cometido en 2003 en Barcelona (España), en el barrio de El Putxet. Juan José Pérez Rangel fue declarado culpable de la muerte a martillazos de dos mujeres en un aparcamiento privado del barrio barcelonés en enero del 2003. Las dos víctimas fueron María Àngels Ribot y María Teresa de Diego. Los forenses destacaron que el asesino actuó con sadismo, ensañándose.
Juan José Pérez Rangel fue condenado a una pena máxima de 52 años de prisión por robo y asesinato.

## Los hechos
Juan José Pérez Rangel, conocido popularmente como el asesino del aparcamiento, nació en Barcelona en 1978 y se crio en el barrio de la Mina. A los veintiún años comenzó a trabajar en una empresa textil. Rangel vivía con sus padres cuando planificó el crimen del Putxet a los 24 años.
A la una de la tarde del sábado 11 de enero de 2003, Rangel entró en el aparcamiento de la calle Bertrán 28. Buscaba a su primera víctima, María Àngels Ribot, de 49 años, que estaba aparcando en la plaza número 15 de la cuarta planta del garaje. Rangel abordó a María Àngels con un cuchillo, mientras estaba desprevenida. Esta empezó a defenderse, pero su asesino la pudo controlar después de propinarle varias cuchilladas. Rangel la obligó a bajar hasta la última planta por una escalera del lugar, aunque ella se resistió y cayó por los escalones, una vez en el suelo, la remató a base de golpes en la cabeza con un martillo. Consumado el asesinato, metió su cuerpo en una bolsa de basura negra grande y lo depositó en el hueco de la escalera. Una huella de su mano quedó en la bolsa y huellas de sus zapatillas al pisarlo en el abrigo ensangrentado de la víctima. El asesino se llevó su bolso, y se dirigió a un cajero cercano para sacar 300€ de su tarjeta de crédito. Poco después, el hijo descubría el cadáver de su madre.
Rangel estudiaba en profundidad a las personas que entraban y salían del aparcamiento, apuntaba nombres, matrículas y horas de sus futuras víctimas para así planificar su próximo crimen.
Fue el día 22 de enero a las cuatro de la tarde, once días después del primer asesinato, cuando Rangel volvió al aparcamiento en busca de María Teresa de Diego, de 46 años, su segunda víctima. La víctima aparcó su vehículo en la plaza número 15 de la primera planta. El asaltante aprovechó la oportunidad, puesto que exceptuando aquel día, María Teresa siempre entraba al garaje acompañada de su marido, Ruperto Bilbao, precisamente por miedo al asesinato que se había cometido allí. Así, la segunda víctima entró de inmediato en estado de shock y no pudo oponer resistencia hacia Rangel. La obligó también a bajar por las escaleras hasta la última planta, donde no tendría salida posible. El asesino la esposó a la barandilla con unas esposas no profesionales y procedió a atarle los pies con un cordón de sus propias zapatillas deportivas. A continuación le introdujo recortes de periódicos en la boca y le tapó la cabeza con una bolsa de plástico oscura. Juan José Pérez Rangel mató a María Teresa destrozándole el cráneo con el martillo. Esta vez también le robó el bolso, pero no consiguió sacar nada de dinero debido a que desconocía el PIN.

## La investigación
Aproximadamente una hora después de la primera muerte, Rangel extrajo dinero en un cajero cercano al aparcamiento con la tarjeta bancaria de su víctima. Fue localizado en los vídeos de seguridad de la zona; y aunque la calidad de las imágenes fuera mala, permitían visibilizar una calvicie en la coronilla del sujeto.
Antonio Melero, marido de la primera víctima, recibió un mensaje desde el teléfono móvil de su esposa en el momento del levantamiento del cadáver de María Àngels. El marido continuó recibiendo llamadas anónimas durante los próximos días, con peticiones de dinero a cambio de datos del suceso ocurrido con su mujer. Una de ellas lo hizo dirigirse al pub Bare Nostrum de la calle Consejo de Ciento en Barcelona, solicitándole que dejara el dinero en el baño. Aunque el anónimo no recogiera el dinero nunca, los policías hicieron guardia en el bar durante varios días. Pudieron identificar al sujeto a partir de la evidencia de la coronilla que dejaba mostrar el presunto asesino en las cámaras de seguridad. Días después se produjo su detención.

## La preocupación en el barrio
Después del descubrimiento de la primera asesinada, se formó un gran revuelo en el barrio del Putxet. Los vecinos temían que volviese a ocurrir. La gente comenzó a aparcar en las aceras y las mujeres no bajaban a los aparcamientos por miedo. El barrio se alarmó aún más cuando, el 22 de enero, apareció la segunda víctima. Vivieron angustiados y con miedo hasta que por fin, el 30 de enero, detuvieron al presunto asesino del crimen.